# Bananas (Film)
Bananas ist der zweite Spielfilm nach Woody, der Unglücksrabe, bei dem Woody Allen Regie führte. Er entstand im Jahr 1971 und ist im Gegensatz zu späteren Woody-Allen-Werken dem Genre des Slapstick zuzuordnen und als reine Komödie angelegt.

## Handlung
Der Film beginnt mit einer Live-Berichterstattung aus dem fiktiven diktatorischen lateinamerikanischen Staat San Marcos. Dort wird der amtierende Präsident ermordet und durch den Militärmachthaber Vargas ersetzt.
Der neurotische US-amerikanische Produkttester Fielding Mellish lebt in New York ein einsames Leben. Versuche, eine Lebenspartnerin zu finden, scheitern. Als er der Studentin Nancy, die als politische Aktivistin die Rebellion in San Marcos unterstützt, begegnet, verliebt er sich sofort in sie. Beide beginnen eine neurotische und unglückliche Beziehung. Von Nancy verlassen, geht Fielding selber nach San Marcos. Dort versucht das Regime ihn im Rahmen einer False-Flag-Operation zu ermorden und die Tat den Rebellen in die Schuhe zu schieben. Fielding wird durch die Rebellen gerettet und schließt sich ihnen notgedrungen an. Die Rebellen bereiten in einem Dschungelcamp die Revolution vor. Nach dem Sieg der Rebellen wird der Rebellenchef Präsident. Da er sich jedoch als verrückt herausstellt, beschließt die Rebellengruppe, Fielding zum Präsidenten zu ernennen.
Als Staatschef sieht er sich mit der katastrophalen wirtschaftlichen Situation seines armen Agrarstaats konfrontiert. Der Ostblock verweigert Unterstützung, da er die Regierung für eine Marionettenregierung der USA hält. Die USA indes halten die neue Regierung für kommunistisch. Um Devisen für sein verarmtes Land zu bekommen, reist Fielding als Präsident zurück in die USA. Er versucht vergeblich, Finanziers aufzutreiben. Antikommunisten im Geheimdienst halten Fielding für einen Kommunisten und initiieren einen Schauprozess. Fielding wird als subversiver Kommunist vor Gericht gestellt und auf Bewährung freigesprochen, verbunden mit der Auflage, nicht in die Nachbarschaft des Richters zu ziehen. Während der Verhandlung muss er sich selbst verteidigen. Wieder auf freiem Fuß macht er Nancy einen Heiratsantrag, den diese annimmt. Der Vollzug der Ehe findet in einem Hotelzimmer in Gegenwart von Fans statt und wird von Howard Cosell kommentiert.

## Kritiken
„Sketchhafte Unterhaltung, die oft mehr skizziert als ausführt und Parodie und scharfe Satire von unterschiedlichem Kaliber mischt.“

Das American Film Institute setzte den Film im Jahr 2000 auf Platz 69 der 100 besten amerikanischen Filmkomödien aller Zeiten.
Bananas hat eine positive Rate von 83 % auf Rotten Tomatoes, basierend auf 35 ausgewerteten Kritiken.

## Hintergründe
- Der Titel „Bananas“ ist ein Wortspiel. Das Wort steht im US-amerikanischen Slang einerseits für „bekloppt“, andererseits ist der Titel auch eine Anspielung auf eine „Bananenrepublik“.
- Sylvester Stallone hat in Bananas eine kleine Nebenrolle. Er spielt in einer kurzen Szene einen Schläger, der Fielding Mellish in der U-Bahn verprügeln will.
- Louise Lasser, die die Nancy spielt, war im wirklichen Leben die zweite Ehefrau von Woody Allen.
- In der Revolutionsszene sieht man, wie im Chaos ein Kinderwagen eine Treppe herunterrollt – eine Hommage an den Filmklassiker Panzerkreuzer Potemkin.
- Der für den Schnitt zuständige Ron Kalish war auch am Schnitt von Woody, der Unglücksrabe und Die letzte Nacht des Boris Gruschenko beteiligt.
- Woody Allen bezeichnete den Film in einem Interview mit dem Filmjournalisten und Regisseur Stig Björkman als Cartoon, da es keine wirklichen Toten gebe und ein Witz auf den nächsten folge.